# Tatbestand (Hörspielserie)
Tatbestand war eine Kriminal-Hörspielreihe des DDR-Rundfunks, die auf Gerichtsakten basierte und, jeweils mit einem staatsanwaltlichen Credo versehen, in 40 Folgen ausgestrahlt wurde.

## Geschichte und Struktur
Die Radiokrimiserie entstand korrespondierend zu den Fernsehspielen Der Staatsanwalt hat das Wort, die seit Oktober 1965 mit beachtlichem Publikums-Erfolg beim Deutschen Fernsehfunk angelaufen waren. Analog zur Fernseh-Reihe, die der Staatsanwalt Peter Przybylski präsentierte, wurde die 1973 von der Hörspielabteilung begonnene Reihe Tatbestand anfänglich von Staatsanwalt Heinz Hämmerlein (Folgen I bis V) und später von Staatsanwalt Dieter Plath (Folgen VI bis XXXX) publizistisch begleitet.
Diese Staatsanwälte, die als stellvertretende Pressesprecher des Generalstaatsanwaltes der DDR tätig waren, unterbreiteten den Hörspiel-Machern eine Auswahl von aus rechtspropagandistischer Sicht relevanten Gerichts-Fällen und gaben den interessierten Hörspiel-Autoren später auch Einsicht in die jeweiligen Prozessakten. Ab 1974 bekamen die Hörspiele dieser Reihe einen eigenen Vorspann, Komposition: Siegfried Schäfer (1934–2014).
Während das Publikum in den Fernsehspielen anfangs sogar mehrfach zwischen den einzelnen Szenen die belehrenden Auftritte des Staatsanwaltes hinnehmen musste, begnügten sich die in einer Krimi-Handlung aufgebauten Hörspiele mit einem finalen Sprecherpart, in dem der Staatsanwalt im Originalton vernehmbar das Delikt und seine Ursachen ausdeutete und neben den zu ziehenden Lehren auch das konkret verhängte Strafmaß für die Täter verkündete.
Die Folge I von Tatbestand, die hinsichtlich von Autor und Dramaturgie die Erfahrungen der langjährigen Reihe der Hans-Siebe-Krimis einbeziehen konnte, erlebte ihre Ursendung am 21. Juli 1973 auf Radio DDR I. Zwei Mal wurden Produktionen dieser Reihe mit dem Sonderpreis der Kritikerjury beim DDR-Hörspielpreis bedacht: 1980 erhielt ihn Jutta Wachowiak für ihre darstellerische Leistung in Peter Goslickis In guten wie in bösen Tagen und 1985 der Autor Arno Rude für sein Manuskript zu Zuarbeit. Die 40. und letzte Folge der Reihe wurde am 3. August 1989 auf Jugendradio DT64 urgesendet – ein Hörspiel mit Ulrich Mühe in der Hauptrolle.

## Produktionen
- Hans Siebe: Ein Teller Makkaroni (I), Regie: Fritz-Ernst Fechner – 1973
- Hans Siebe: In Sachen Rogge (II), Regie: Fritz-Ernst Fechner – 1973
- Günter Spranger: Zur Fahndung ausgeschrieben: Sabine Gobbin (III), Regie: Albrecht Surkau – 1973
- Hans-Jürgen Bloch: Hundert Mark für eine Unterschrift (IV), Regie: Joachim Staritz – 1974
- Inge Meyer: Was wird aus Angela? (V), Regie: Fritz Göhler – 1974
- Barbara Neuhaus: Kein Kavaliersdelikt (VI), Regie: Barbara Plensat – 1975
- Inge Meyer: Rödelstraße 14 (VII), Regie: Barbara Plensat – 1975
- Ulrich Waldner: Es regnet (VIII), Regie: Klaus Zippel – 1976
- Inge Meyer: Beermann hat ein Herz für jeden (IX), Regie: Klaus Zippel – 1976
- Inge Meyer: Der Spinner (X), Regie: Barbara Plensat – 1977
- Inge Meyer: Geld für eine Ehe (XI), Regie: Werner Grunow – 1978
- Horst Berensmeier: Ideale Arbeitsbedingungen (XII), Regie: Achim Scholz – 1978
- Susanne Günther: Kurzschluss (XIII), Regie: Achim Scholz – 1978
- Peter Goslicki: In guten wie in bösen Tagen (XIV), Regie: Walter Niklaus – 1979
- Inge Meyer: Der reizende Roland (XV), Regie: Achim Scholz – 1979
- Claus B. Schröder: Ein richtiges Leben (XVI), Regie: Christoph Schroth – 1979
- Hans Siebe: Feuer im Boothaus (XVII), Regie: Barbara Plensat – 1972 – US: 1980
- Hans Siebe: Der Vetter aus Frankfurt (XVIII), Regie: Fritz-Ernst Fechner – 1980
- Ingeborg Nössig: Ein Kind um jeden Preis (IXX), Regie: Hans Knötzsch – 1980
- Siegfried Hanusch: Leben wie alle (XX), Regie: Siegfried Hanusch – 1980
- Martin Honemann: Die Frau, Der Mann, Das Fräulein (XXI), Regie: Wolfgang Schonendorf – 1981
- Anne Braun: Zu Hause ist's am schönsten (XXII), Regie: Werner Grunow – 1981
- Peter Goslicki: Man lebt nur einmal (XXIII), Regie: Christa Kowalski – 1981
- Achim Scholz: Der Faschingsprinz (XXIV), Regie: Achim Scholz – 1981
- Helmut Vogt u. Wolfgang Beck: Sprechen wir lieber von Pferden (XXV), Regie: Walter Niklaus – 1981
- Inge Meyer: Die goldene Sechs (XXVI), Regie: Walter Niklaus – 1982
- Willi Urbanek: Wer hat, der hat (XXVII), Regie: Klaus Zippel – 1982
- Ernst-Frieder Kratochwil: Ein Haus für uns alleine (XXVIII), Regie: Walter Niklaus – 1983
- Renate Hürtgen: Im Kreis der Familie (XXIX), Regie: Fritz Göhler – 1984
- Arno Rude: Zuarbeit (XXX), Regie: Werner Grunow – 1984
- Ulrich Kiehl: Rollender Dienst (XXXI), Regie: Horst Liepach – 1985
- Arno Rude: Traumtänzerin (XXXII), Regie: Christa Kowalski – 1986
- Gerhard Pötzsch: Glitzernde Wände (XXXIII), Regie: Achim Scholz – 1986
- Jutta Schwarz: Ring mit blauem Stein (XXXIV), Regie: Horst Liepach – 1986
- Katrin Lange: Die Brandstifterin (XXXV), Regie: Werner Grunow – 1987
- Gabriele Bigott: Als wäre nichts gewesen (XXXVI), Regie: Walter Niklaus – 1987
- Eckhard Bahr: Verlorene Zeit (XXXVII); Regie: Bert Bredemeyer – 1988
- Friedbert Stöcker: Sonnabend, zehn Uhr, Lunge (XXXVIII), Regie: Walter Niklaus – 1988
- Jutta Schlott: Mamatschi (XXXIX), Regie: Fritz Göhler – 1988
- Uwe Petzold: Fehlbon (XL), Regie: Horst Liepach – 1989